# Валерия (римская провинция)
Валерия (лат. Valeria) — провинция Поздней Римской империи, образованная императором Галерием из северо-восточной части территории Нижней Паннонии (Pannonia Inferior).
Столицей Валерии был город Сапиана (Сопиана) (лат. Sapianae (Sopianae), ныне Печ в Венгрии).
Провинция получила своё название в честь жены Галерия — Галерии Валерии, дочери императора Диоклетиана.
Северная и восточная границы Валерии проходили по Дунаю, южная — по Саве; на западе территория Валерии доходила до озера Пейсо (Пельсо) (лат. Peiso, Pelso) (совр. Балатон).
Выделение этой территории в отдельную провинцию было связано с тем, что по приказу Галерия здесь были вырублены леса, и освободившаяся территория стала удобной для занятия земледелием и, следовательно, превратилась в экономически самостоятельный район. Кроме того, при Галерии был понижен уровень озера Пейсо путём отвода части его вод в Дунай по искусственному каналу.